# جيفرسون أسيس
جيفرسون ماتيوس دي أسيس استاسيو (مواليد 21 أكتوبر 1994) لاعب كرة قدم برازيلي لعب سابقاً مع نادي الفجيرة يلعب كمهاجم.

## روابط خارجية
جيفرسون أسيس على موقع قاعدة بيانات كرة القدم.إي يو (الإنجليزية)
- جيفرسون أسيس على موقع Soccerway.com (الإنجليزية)
- جيفرسون أسيس على موقع عالم كرة القدم.نت (الإنجليزية)